# Chuỗi cung ứng lạnh
Một chuỗi lạnh hay chuỗi cung ứng lạnh hoặc chuỗi mát là một chuỗi cung ứng có kiểm soát nhiệt độ.  Chuỗi lạnh không bị gián đoạn là một chuỗi các hoạt động sản xuất, lưu trữ và phân phối lạnh không bị gián đoạn, cùng với các thiết bị và hậu cần liên quan, duy trì phạm vi nhiệt độ thấp mong muốn.  Nó được sử dụng để bảo quản và kéo dài và đảm bảo thời hạn sử dụng của các sản phẩm, như nông sản tươi, hải sản, thực phẩm đông lạnh, phim ảnh, hóa chất và dược phẩm.  Các sản phẩm như vậy, trong quá trình vận chuyển và khi lưu trữ tạm thời, đôi khi được gọi là hàng mát.  Không giống như các hàng hóa hoặc hàng hóa khác, hàng hóa chuỗi lạnh dễ hỏng và luôn luôn hướng đến mục đích sử dụng hoặc đích đến, ngay cả khi được giữ tạm thời trong các cửa hàng lạnh và do đó thường được gọi là hàng hóa trong toàn bộ chu kỳ hậu cần. Hậu cần chuỗi lạnh bao gồm tất cả các phương tiện được sử dụng để đảm bảo nhiệt độ ổn định cho sản phẩm không ổn định nhiệt, từ khi sản xuất đến khi sử dụng cho đến khi sử dụng.  Hơn nữa, chuỗi lạnh được coi là một khoa học, một công nghệ và một quá trình.  Đây là một khoa học vì nó đòi hỏi sự hiểu biết về các quá trình hóa học và sinh học liên quan đến tính dễ hỏng của sản phẩm.  Đây là một công nghệ vì nó dựa vào các phương tiện vật lý để đảm bảo các điều kiện nhiệt độ mong muốn dọc theo chuỗi cung ứng.  Đây là một quá trình vì một loạt các nhiệm vụ phải được thực hiện để sản xuất, lưu trữ, vận chuyển và giám sát các sản phẩm nhạy cảm với nhiệt độ.

## Công dụng

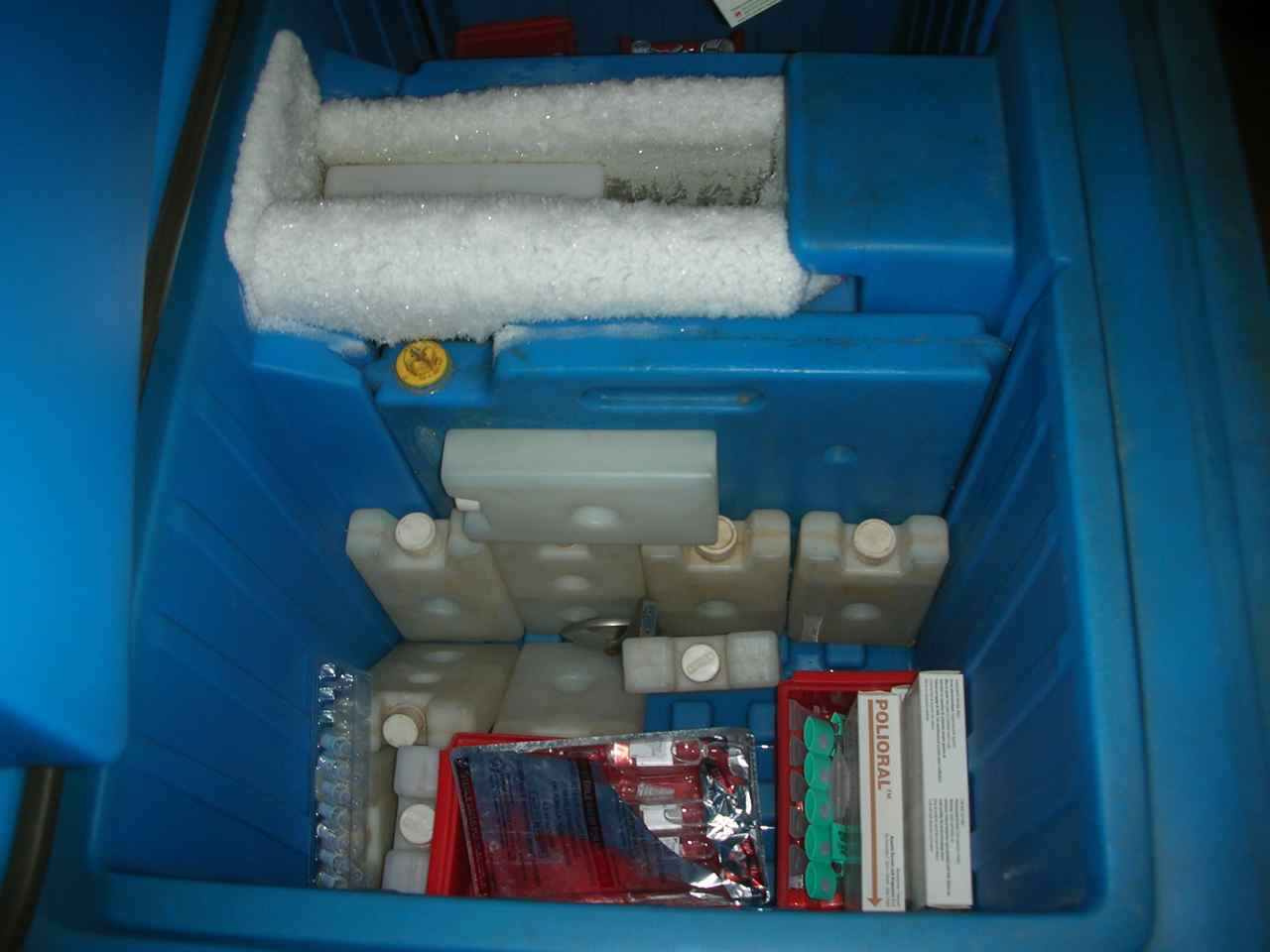
Chuỗi lạnh được duy trì bằng hộp đá trong khi vận chuyển vắc-xin bại liệt

## Xác nhận

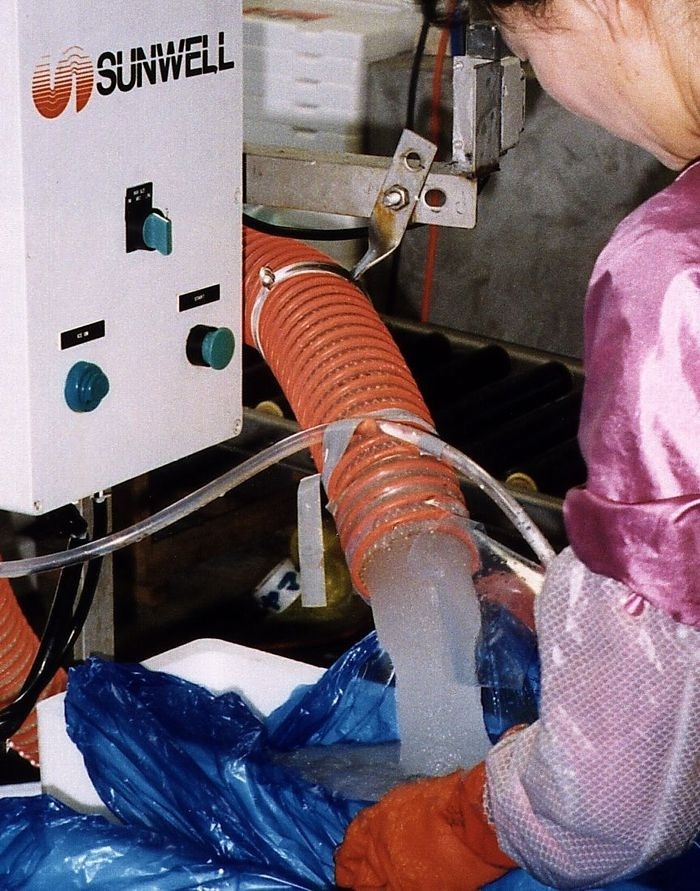
Đá bùn dùng để vận chuyển các sản phẩm thực phẩm nhạy cảm

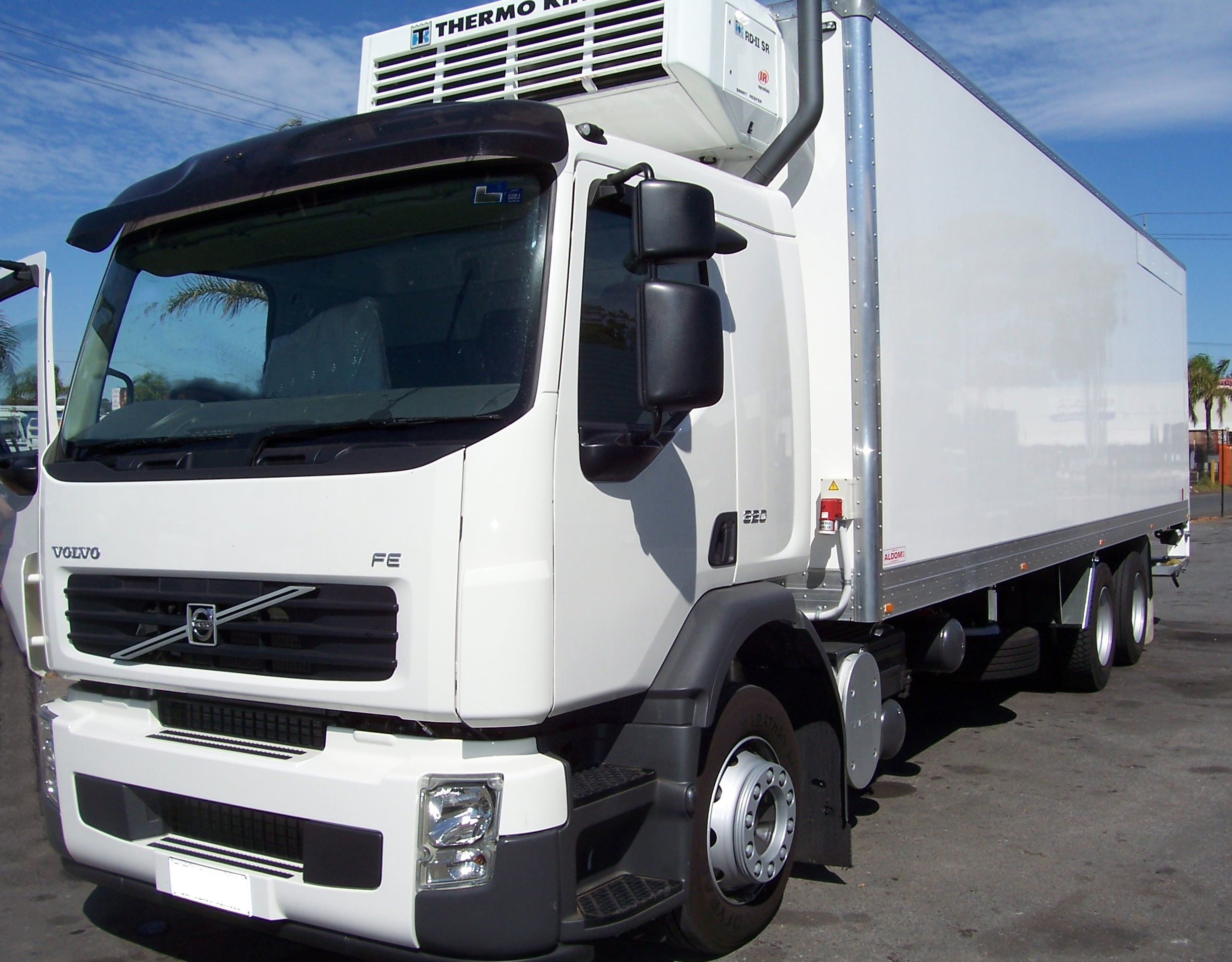
Xe tải có hệ thống làm mát